# デカダンス (アニメ)
『デカダンス』(DECA-DENCE)は、NUT制作による日本のテレビアニメ作品。2019年7月に制作が発表され、翌2020年7月から9月までAT-Xほかにて放送された。

## ストーリー
西暦2400年代後半、文明が崩壊した世界で、人類は怪物のような生命体ガドルの脅威に晒されていた。ガドルは人類の敵だが、その体液は巨大移動要塞デカダンスの動力源となる。生き残った人々はデカダンスの中で暮らし、ガドルと戦い、そしてそれを糧として荒野を彷徨っていた。
幼い頃にガドルに父を殺され、自身も右腕を失った少女ナツメはガドルと戦うかの力に所属する戦士になりたかった。だが適性検査で不合格となり、デカダンスの装甲修理人として働くことになった。同じく装甲修理人のカブラギに厳しく指導されるが、彼がかつてガドルと戦っていた一流の戦士だったと知り、指導を願い出る。最初はナツメの申し出を断り、否定的なことばかり言っていたカブラギであったが、彼女からのある言葉により、決意を固め、彼女の訓練を開始する。
訓練を通して、少しずつ成長していくナツメだったが、この世界には、タンカーたちの知らない秘密が隠されていた。カブラギとナツメはその秘密に翻弄されながらも、自分たちの意思で足掻いていく。

## 登場人物
カブラギ
声 - 小西克幸
デカダンスの装甲修理人。夜は回収人として活動する。
かつてはスゴ腕の戦士として活躍していたが、今は戦いに興味を示さず、無気力な日々を送っている。
夢を諦めないナツメとの出会いにより、その心境に変化が生まれる。
ナツメ
声 - 楠木ともり
本作の主人公。幼いころにガドルに襲われ、父と右腕を無くした少女。
「かの力」に入隊し戦士としてガドルと戦うことを夢見ていたが、現実は厳しく、装甲修理人としてカブラギの下で働くことに。
明るく元気な猪突猛進タイプ。
ミナト
声 - 鳥海浩輔
デカダンスの総司令官。冷静沈着な頭脳派で、作戦立案から緊急時の判断まで、ガドルとの戦闘には欠かせない。
カブラギとは旧知の仲で、戦場から退いた彼のことを今でも心配している。
クレナイ
声 - 喜多村英梨
タンカー最強の女戦士。カブラギの事を「カブ様」と呼び、一方的に好意を抱いている。
戦場では腹心であるソウとリョクを引き連れて自ら先陣を切る。
勇敢だが慈悲深く、そのカリスマ性で屈強な戦士たちを束ねている。ナツメの昔からの憧れの存在。
フェイ
声 - 柴田芽衣
ナツメと同じ孤児院で育った友だち。院を出た後は解体工として働いている。
「戦士になりたい」というナツメの夢は尊重しつつもその身を案じており、修理工となったことに安堵するなど、優しい性格の持ち主。
リンメイ
声 - 青山吉能
ナツメと同じ孤児院で育った少女で、いつも数人の取り巻きを引き連れている。
ナツメとは何かと折り合いが悪く、ことあるごとに因縁をつけてくる。
院を卒業したあとは解体工になる。
フェンネル
声 - 竹内栄治
カブラギ組の一員で、ナツメの先輩にあたる修理工。
まだ半人前ではあるが、新人のナツメを優しくサポートする。
ナツメのことをよく食事に誘うなど、チャラくてノリがいい。
パイプ
声 - 喜多村英梨
本作のマスコット的キャラクター。
カブラギが戦場で拾い、自宅に持ち帰って飼っているペットガドル。
通常のガドルと違って凶暴性はなく、カブラギやナツメにもよくなついている。
ドナテロ
声 - 小山力也
戦士時代のカブラギの同僚で、ゲームのバランサーとして働いていた。
カブラギの単独行動がきっかけでバランサーをクビになり、バグ矯正施設に送られていた。
力自慢の粗暴者で、施設のサイボーグたちをまとめている。
サルコジ
声 - うえだゆうじ
カブラギがバグ矯正施設で出会ったサイボーグ。
腕っぷしは弱く、強いものには決して逆らわない臆病ものだが、物資調達などが得意で、施設の仲間からは”サル”と呼ばれ重宝されている。
ジル
声 - 村瀬迪与
カブラギがバグ矯正施設で出会った女性型のサイボーグ。
クールで聡明な情報通で、デカダンスのシステムについても詳しい。
施設に送られる前のカブラギの行動も把握しているようだが、その出自は謎に包まれている。
フギン
声 - 子安武人
デカダンス内を監視し、バグを見つけて処分・回収するゲーム警察の一員。
システムからの命令を遵守することを第一に考えているため、サイボーグたちから恐れられている。
「世界にバグは不要です」が合言葉。
ムニン
声 - 三石琴乃
フギンと行動を共にしているゲーム警察の一員。
「ピポピポ」という機械音しか発しないが、フギンとはコミュニケーションが取れている様子。
反して喜怒哀楽が激しく、バグに対するジャッジは厳格。

## 用語
デカダンス
人類が対ガドル用に作り上げた巨大な移動要塞。
かの力
ギアたちが組織する戦闘組織。
ギア
ガドルと戦う力を持った人々の総称。
タンカー
ガドルと戦う力を持たない人々の総称。
タンク
デカダンス内にある街。
ソリッドクエイク社
大人気ゲーム「デカダンス」を運営する巨大企業。
素体
ゲーム「デカダンス」でログインしたプレイヤーや運営が使用する身体。
ランカー
ゲーム「デカダンス」で活躍する上位の戦士。
サイボーグ
全身機械化した人間。
オキソン
万能エネルギー。
矯正施設
命令や規律に違反したサイボーグが送り込まれる施設。
デスダイブゲーム
矯正施設内に発案された命をかけたゲーム。
ガドル
人類を滅亡の危機に追いやった未知の生命体。
ゾーン
ガドルが防衛本能から出す特殊なフィールド。
ネスト
ガドルの巣。
ガドル工場
ガドルを培養している水中施設。
オキソンリカー
サルコジ特製のガドルの糞から作り出したアルコール飲料。
ゲーム警察
ゲーム内の治安を守る組織。
GGS
ガドル・ジェノサイド・システムの略。システムを起動すると全てのガドルを消滅させることができる。

## スタッフ
- 原作・製作 - DECA-DENCE PROJECT[2]
- 監督 - 立川譲[1]
- シリーズ構成・脚本 - 瀬古浩司[2]
- キャラクターデザイン・総作画監督 - 栗田新一[2]
- キャラクターコンセプトデザイン - pomodorosa[1]
- サイボーグデザイン - 押山清高[2]
- デカダンスデザイン - シュウ浩嵩[2] (周浩嵩)
- ガドルデザイン - 松浦聖[2]
- サブキャラクターデザイン - 谷口宏美、緒方歩惟[2]
- バトルコンセプトデザイン - 増田哲弥[2]
- プロップデザイン - 月田文律、秋篠Denforword日和[2]
- 美術監督 - 市倉敬[2]
- 美術設定 - 藤瀬智康
- 色彩設計 - 中村千穂[2]
- 撮影監督 - 魚山真志[2]
- 3DCGIディレクター - 高橋将人[2]
- 編集 - 神宮司由美[2]
- 音響監督 - 郷文裕貴[2]
- 音楽 - 得田真裕[1]
- 音楽プロデューサー - 若林豪
- 音楽制作 - KADOKAWA
- チーフプロデューサー - 田中翔、角木卓哉[4]
- プロデューサー - 菊島憲文、宇都宮裕人、飯塚彩、大和田智之、尾形光広
- アニメーションプロデューサー - 角木卓哉
- アニメーション制作 - NUT[1]

## 主題歌
「Theater of Life」
鈴木このみによるオープニングテーマ。作詞・作曲・編曲はANCHOR。
「記憶の箱舟」
伊東歌詞太郎によるエンディングテーマ。作詞・作曲は伊東、編曲はakkin。

## 各話リスト
| 話数 | サブタイトル      | 絵コンテ            | 演出          | 作画監督                                                       | 初放送日      |
| ---- | ----------------- | ------------------- | ------------- | -------------------------------------------------------------- | ------------- |
| #1   | ignition          | 立川譲              | 立川譲        | 栗田新一                                                       | 2020年 7月8日 |
| #2   | sprocket          | 立川譲              | 三浦慧        | 三島詠子                                                       | 7月15日       |
| #3   | steering          | 佐竹秀幸            | 佐竹秀幸      | 南井尚子                                                       | 7月22日       |
| #4   | transmission      | 佐竹秀幸            | 大矢雄嗣      | 若山和人                                                       | 7月29日       |
| #5   | differential gear | 上村泰              | 上村泰        | 中山見都美 月田文律 山口菜 東亮太 細越裕治                     | 8月5日        |
| #5.5 | install           | 三浦慧 立川譲       | 立川譲        | 栗田新一                                                       | 8月7日        |
| #6   | radiator          | サトウシンジ        | 三浦慧        | 緒方歩惟 武内啓                                                | 8月12日       |
| #7   | driveshaft        | 熊澤祐嗣            | 大矢雄嗣      | 若山和人 三島詠子 南井尚子                                     | 8月19日       |
| #8   | turbine           | 佐竹秀幸            | 佐竹秀幸      | 谷口宏美 三島千枝 野田康行 大竹晃裕 藤崎賢二 橋本穂高 斎藤大輔 | 8月26日       |
| #9   | turbocharger      | 青木弘安 立川譲     | 青木弘康      | 山口菜 若山和人 中山見都美 studioぱれっと 吉川佳織             | 9月2日        |
| #10  | brake system      | 川尻善昭            | いわたかずや  | 田中穣 武内啓                                                  | 9月9日        |
| #11  | engine            | 大矢雄嗣            | 大矢雄嗣      | 細越裕治                                                       | 9月16日       |
| #12  | decadence         | 立川譲 サトウシンジ | 立川譲 三浦慧 | 若山和人 南井尚子 三島詠子 谷口宏美 牧孝雄 中山見都美 栗田新一 | 9月23日       |

## 放送局
| 放送期間               | 放送時間                     | 放送局     | 対象地域 | 備考                                 |
| ---------------------- | ---------------------------- | ---------- | -------- | ------------------------------------ |
| 2020年7月8日 - 9月23日 | 水曜 23:30 - 木曜 0:00       | AT-X       | 日本全域 | 製作参加 / CS放送 / リピート放送あり |
| 2020年7月9日 - 9月24日 | 木曜 1:05 - 1:35（水曜深夜） | TOKYO MX   | 東京都   |                                      |
|                        |                              | KBS京都    | 京都府   |                                      |
|                        | 木曜 1:30 - 2:00（水曜深夜） | サンテレビ | 兵庫県   |                                      |
|                        | 木曜 2:35 - 3:05（水曜深夜） | テレビ愛知 | 愛知県   |                                      |
|                        | 木曜 23:00 - 23:30           | BS11       | 日本全域 | 製作参加 / BS放送 / 『ANIME+』枠     |

| 配信開始日        | 配信時間                     | 配信サイト |
| ----------------- | ---------------------------- | --- |
| 2020年7月9日      | 木曜 0:00 - 0:30（水曜深夜） | ABEMA |
| 2020年7月12日     | 日曜 0:30（土曜深夜） 更新   | dアニメストア |
| 2020年7月14日以降 | 火曜 0:00（月曜深夜） 更新   | niconico GYAO! ひかりTV フジテレビオンデマンド バンダイチャンネル Hulu J:COMオンデマンド TELASA U-NEXT アニメ放題 Amazonプライム・ビデオ Netflix Rakuten TV DMM.com ビデオマーケット HAPPY!動画 ムービーフルplus クランクイン！ビデオ |

## BD / DVD
| 巻 | 発売日         | 収録話         | 規格品番   | 規格品番   |
| 巻 | 発売日         | 収録話         | BD         | DVD        |
| -- | -------------- | -------------- | ---------- | ---------- |
| 上 | 2020年10月28日 | 第1話 - 第6話  | ZMAZ-14231 | ZMSZ-14241 |
| 下 | 2020年12月23日 | 第7話 - 第12話 | ZMAZ-14232 | ZMSZ-14242 |